# Lignon (Marne)
Lignon é uma comuna francesa na região administrativa do Grande Leste, no departamento de Marne. Estende-se por uma área de 7.5 km², e possui 126 habitantes, segundo o censo de 2018, com uma densidade de 17 hab/km².